# Боголюбов Олексій Миколайович
Олексій Миколайович Боголю́бов (нар. 12 (25) березня 1911, м. Ніжин, нині Чернігівська область — 2 листопада 2004, м. Київ) — учений у галузі історії математики й теорії механізмів. Доктор технічних наук (1966), професор (1972), член-кореспондент АН УРСР (1969). Син Миколи Михайловича, брат Миколи Миколайовича та Михайла Миколайовича Боголюбових.

## Біографія
Нелегко складалася наукова і творча доля О. М. Боголюбова. Отриманню вищої освіти заважали «анкетні дані»: його батько був професором богослов'я. Тому майбутній учений, хоч і мав неабиякі знання з математики, механіки, фізики, загальної історії, літератури та іноземних мов, отримав можливість вступити до Харківського університету на механічне відділення фізико-математичного факультету лише в 1931 р. Закінчив Харківський університет (1936) та механічно-машинобудівний інститут (1938). Працював на інженерних посадах, викладав у Харківському механічно-машинобудівному інституті (1940—1941). Німецько-радянська війна та перебування у таборі в Норильську з 1943 по 1953 рр. надовго відірвали О. М. Боголюбова від наукової та викладацької діяльності. Після повернення з табору він працює головним механіком будівництва у Черкасах. У 1955—1962 — старший інженер, головний інженер Міністерства вищої та середньої спеціальної освіти, 1958—1981 — викладач, професор Київського інженерно-будівного інституту; водночас від 1962 — молодший науковий спвіробітник, від 1963 — старший науковий співробітник, 1975—1989 — головний науковий співробітник Інституту математики, а також старший науковий співробітник сектору історії техніки й природознавства Інституту історії АН УРСР (1963—1974).

## Наукова діяльність
Один із фундаторів наукової школи з історії математики в Україні. Досліджує питання історії вітчизняної математики, механчіних машин, машинобудування, науки й освіти в Україні. За участі Б. 1966—1970 вийшли 4-томна монографія «История отечественной математики» та біографічний довідник «Математики. Механики» (Київ, 1983). Автор циклу науково-історичних праць з історії культурних зв'язків між Іспанією та Росією. Досліджує життя і діяльність інженера Авґустина де Бетанкура. З коментарями Б. у Мадриді 1990 передруковано працю Бетанкура і Ланца «Трактат о построении машин» — першу у світі книгу з теорії машин і механізмів.
Майже чверть століття працював учений у Київському інженерно-будівельному інституті на посаді викладача, згодом — професора кафедри будівельних машин. Читав курси «Теорія машин і механізмів», «Деталі машин», віддаючи свій досвід та знання підготовці науково-технічних кадрів України. Серед його учнів три доктори і тридцять кандидатів наук, які працюють не тільки в Україні, а й у Росії, Узбекистані, Литві та інших країнах.

## Нагороди і почесні звання
Нагороджено медаллю Олександра Койре Міжнародної академії історії наук, М. Крилова (1997). Іспанський орден «За громадянські заслуги» (1996). У 1999 р. учений одержав звання Почесного доктора Петербурзького університету шляхів сполучення. Заслужений діяч науки і техніки (2001).

## Праці
- История механики машин. К., 1964. (рос.)
- Механика в СССР за 50 лет. Москва, 1967. (співавт.) (рос.)
- Научно-технический прогресс в Украинской ССР. К., 1967. (рос.)
- Развитие проблем механики машин. К., 1967. (рос.)
- Августин Бетанкур: Научно-биогр. очерк. Москва, 1968. (рос.)
- Машина і людина. К., 1969; Нариси з історії механіки. К., 1974. (рос.)
- Доктор Роберт Гук. Москва, 1980. (рос.)
- Боголюбов А. Н. Математики. Механики : Биографический справочник. — К. : Наукова думка, 1983. — 639 с. — 50 000 прим. (рос.)